# Lannes, Lot-et-Garonne
Lannes (occitanska: Lanas) är en kommun i departementet Lot-et-Garonne i regionen Nouvelle-Aquitaine i sydvästra Frankrike. Kommunen ligger i kantonen Mézin som tillhör arrondissementet Nérac. År 2022 hade Lannes 361 invånare.

## Befolkningsutveckling
Antalet invånare i kommunen Lannes
| Referens: INSEE |